# Криміналісти: мислити як злочинець
«Криміналісти: мислити як злочинець» або «Мислити як вбивця» (англ. Criminal Minds) — американський кримінальний телевізійний серіал, прем'єра якого відбулась 22 вересня 2005 року на каналі CBS. В серіалі розповідається про роботу спеціального відділу поведінкового аналізу ФБР, що займається розслідуванням серійних злочинів. Особливістю серіалу є те, що сюжет фокусується на розкритті особистості злочинця, а не на самому злочині.
Протягом 22 вересня 2005 — 19 лютого 2019 року телеканал «CBS» показав 15 сезонів серіалу (324 епізоди). 10 січня 2019 року було оголошено про продовження телешоу на 15-й (заключний) сезон.
У листопаді 2022 року на «Paramount+» відбулася прем'єра 16 сезону серіалу, «Мислити як вбивця: Еволюція» (англ. Criminal Minds: Evolution)

## Головні герої

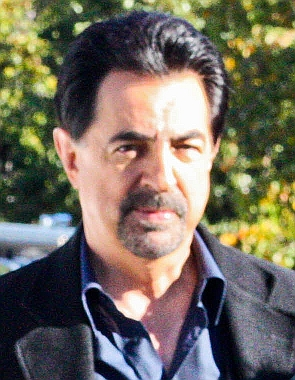
Джо Мантенья в ролі Девіда Россі.

- Аарон Готчнер, «Готч» (зіграв Томас Гібсон, грає з 1 сезону) — керівник відділу. Колишній прокурор, пізніше працював у відділі ФБР у Сієтлі. Намагається поєднати роботу та сімейне життя, проте в третьому сезоні його дружина подає на розлучення та забирає із собою сина. В п'ятому сезоні її вбиває серійний вбивця, і Аарон отримує опіку над сином.
- Девід Россі (зіграв Джо Мантенья, грає з 3 сезону) — старший спеціальний агент, засновник відділу поведінкового аналізу. Достроково йде на пенсію, займався написанням книжок та читанням лекцій з кримінального аналізу. Після того як Джейсон Гідеон йде з відділу, повертається назад. Тричі одружений, в сьомому сезоні одна з його колишніх дружин помирає від передозування.
- Дерек Морган (зіграв Шимар Мур, грає з 1 сезону) — спеціальний агент. Впевнений, напористий, часто запальний, вступив в університет на футбольну стипендію, має чорний пояс з дзюдо, проводить заняття з самооборони. Раніше служив у саперному підрозділі та був офіцером поліції у Чикаго. Батько був вбитий при спробі затримати грабіжника, коли Дереку було 10 років. Виховувався матір'ю, разом із двома сестрами у Чикаго.
- Доктор Спенсер Рід (зіграв Метью Грей Габлер, грає з 1 сезону) — спеціальний агент. Наймолодший член відділу, отримав наукові ступені з Математики, Хімії та Інженерії[4]. Його IQ 187, може читати 20000 слів за хвилину, має ейдетичну пам'ять. Його мати хвора шизофренією і знаходиться у психіатричній лікарні, куди він щодня відправляє листи. Спенсер є хрещеним батьком Генрі, сина Джей-Джей.
- Дженіфер Джеро, «Джей-Джей» (зіграла Ей Джей Кук, грає з 1 сезону) — спеціальний агент. Відповідала за зв'язки відділу із пресою та місцевою поліцією, вибирала справи, якими займатиметься підрозділ. Зустрічається з офіцером поліції з Нового Орлеану, Вільямом ЛаМонтейном, пара має спільного сина Генрі. В шостому сезоні була переведена до Пентагону, проте на початку 7 сезону знову повертається у відділ.
- Пенелопа Гарсія (зіграла Кірстен Венгснесс, грає з 1 сезону) — технічний аналітик, штатний програміст. Як правило, допомагає відділу, працюючи у своїй комп'ютерній лабораторії. Колишній хакер, була запрошена на роботу, після того, як взломала базу ФБР. Зустрічається c іншим аналітиком ФБР Кевіном Лінчем та є хрещеною матір'ю сина Джей-Джей — Генрі. З шостого сезону частково замінює роль Джей-Джей в команді.
- Емілі Прентіс (зіграла Пейдж Брюстер, грає з 2 сезону) — спеціальний агент. Замінила у другому сезоні Ел Грінвей. Донька посла США, колишній агент Інтерполу, володіє арабською, іспанською, французькою та італійською, трохи — російською, рішуча, врівноважена.
- Джейсон Гідеон (зіграв Менді Патінкін, грає 1—3 сезон) — старший спеціальний агент, попередній керівник відділу поведінкового аналізу. Після низки емоційно важких випадків та вбивства серійним злочинцем своєї подруги Сари, відчуває себе виснаженим та вирішує покинути роботу у відділі. Він залишає прощального листа Ріду зі словами «я перестав розуміти цей світ», посвідчення, пістолет і поїхав у невідомому напрямку «шукати віру в щасливий кінець». У 13 епізоді 10 сезону виявляється, що його вбивають під час розслідування справи 40-річної давності, яке він проводив самотужки. «Об'єкт» знову виплив і, вистеживши Гідеона, застрелив його.
- Ел Грінвей (зіграла Лола Глаудіні, грає 1—2 сезон) — спеціальний агент. Довгий час працювала у різних відділеннях ФБР, була прийнята у відділ, як експерт зі злочинів сексуального характеру. Стала жертвою нападу серійного маніяка, проте вижила та повернулась назад до відділу. Проте, незабаром холоднокровно вбиває підозрюваного серійного ґвалтівника, заявивши, що це був самозахист. Після цього покинула відділ, так і не визнавши своєї вини.
- Ешлі Сівер (зіграла Рейчел Ніколс, грає 6 сезон) — студентка академії ФБР.

| Актори               | Імена персонажів | Ролі персонажів                                     | Сезони          | Сезони       | Сезони        | Сезони       | Сезони       | Сезони          | Сезони       | Сезони       | Сезони        | Сезони        | Сезони          | Сезони        | Сезони        | Сезони       | Сезони |
| Актори               | Імена персонажів | Ролі персонажів                                     | 1               | 2            | 3             | 4            | 5            | 6               | 7            | 8            | 9             | 10            | 11              | 12            | 13            | 14           | 15     |
| -------------------- | ---------------- | --------------------------------------------------- | --------------- | ------------ | ------------- | ------------ | ------------ | --------------- | ------------ | ------------ | ------------- | ------------- | --------------- | ------------- | ------------- | ------------ | ------ |
| Томас Гібсон         | Аарон Готчнер    | керівник відділу / старший спеціальний агент        | головна роль    | головна роль | головна роль  | головна роль | головна роль | головна роль    | головна роль | головна роль | головна роль  | головна роль  | головна роль    | гостьова роль |               |              |        |
| Джо Мантенья         | Девід Россі      | старший спеціальний агент                           |                 |              | основна роль  | основна роль | основна роль | основна роль    | основна роль | основна роль | основна роль  | основна роль  | основна роль    | основна роль  | основна роль  | основна роль |        |
| Менді Патінкін       | Джейсон Гідеон   | старший спеціальний агент                           | головна роль    | головна роль | гостьова роль |              |              |                 |              |              |               |               |                 |               |               |              |        |
| Шимар Мур            | Дерек Морган     | спеціальний агент / тренер                          | основна роль    | основна роль | основна роль  | основна роль | основна роль | основна роль    | основна роль | основна роль | основна роль  | основна роль  | основна роль    | гостьова роль | гостьова роль |              |        |
| Метью Грей Габлер    | Спенсер Рід      | спеціальний агент / доктор у трьох царинах науки    | основна роль    | основна роль | основна роль  | основна роль | основна роль | основна роль    | основна роль | основна роль | основна роль  | основна роль  | основна роль    | основна роль  | основна роль  | основна роль |        |
| Лола Глаудіні        | Ел Грінвей       | спеціальний агент                                   | основна роль    | основна роль |               |              |              |                 |              |              |               |               |                 |               |               |              |        |
| Ей Джей Кук          | Дженіфер Джеро   | спеціальний агент / прес-секретар                   | основна роль    | основна роль | основна роль  | основна роль | основна роль | періодична роль | основна роль | основна роль | основна роль  | основна роль  | основна роль    | основна роль  | основна роль  | основна роль |        |
| Кірстен Венгснесс    | Пенелопа Гарсія  | програміст                                          | періодична роль | основна роль | основна роль  | основна роль | основна роль | основна роль    | основна роль | основна роль | основна роль  | основна роль  | основна роль    | основна роль  | основна роль  | основна роль |        |
| Пейдж Брюстер        | Емілі Прентіс    | спеціальний агент                                   |                 | основна роль | основна роль  | основна роль | основна роль | основна роль    | основна роль |              | гостьова роль |               | гостьова роль   | основна роль  | основна роль  | основна роль |        |
| Джинн Тріплгорн      | Алекс Блейк      | спеціальний агент                                   |                 |              |               |              |              |                 |              | основна роль | основна роль  |               |                 |               |               |              |        |
| Рейчел Ніколс        | Ешлі Сівер       | студентка академії ФБР                              |                 |              |               |              |              | основна роль    |              |              |               |               |                 |               |               |              |        |
| Дженніфер Лав Г'юїтт | Кейт Келлаген    | спеціальний агент / агент під прикриттям            |                 |              |               |              |              |                 |              |              |               | основна роль  |                 |               |               |              |        |
| Аїша Тайлер          | Тара Льюїс       | спеціальний агент / доктор психології               |                 |              |               |              |              |                 |              |              |               |               | періодична роль | основна роль  | основна роль  | основна роль |        |
| Адам Родрігес        | Люк Альвес       | спеціальний агент / ветеран війни / колишній маршал |                 |              |               |              |              |                 |              |              |               |               |                 | основна роль  | основна роль  | основна роль |        |
| Деймон Гаптон        | Стівен Вокер     | спеціальний агент / колишній контррозвідник ФБР     |                 |              |               |              |              |                 |              |              |               |               |                 | основна роль  |               |              |        |
| Деніел Хенні         | Метт Сімонс      | спеціальний агент                                   |                 |              |               |              |              |                 |              |              |               | гостьова роль |                 | гостьова роль | основна роль  | основна роль |        |

## Список епізодів
| Сезон | Сезон | Епізоди | Прем'єрний показ | Прем'єрний показ | Рейтинг Нільсена | Рейтинг Нільсена              |
| Сезон | Сезон | Епізоди | Початок          | Завершення       | Рейтинг          | Кількість глядачів у США, млн |
| ----- | ----- | ------- | ---------------- | ---------------- | ---------------- | ----------------------------- |
|       | 1     | 22      | 22 вересня 2005  | 10 травня 2006   | 27               | 12,63                         |
|       | 2     | 23      | 20 вересня 2006  | 15 травня 2007   | 18               | 14,05                         |
|       | 3     | 20      | 26 вересня 2007  | 21 травня 2008   | 18               | 12,78                         |
|       | 4     | 26      | 24 вересня 2008  | 20 травня 2009   | 11               | 14,95                         |
|       | 5     | 23      | 23 вересня 2009  | 26 травня 2010   | 14               | 13,70                         |
|       | 6     | 24      | 22 вересня 2010  | 18 травня 2011   | 10               | 14,11                         |
|       | 7     | 24      | 21 вересня 2011  | 16 травня 2012   | 13               | 13,20                         |
|       | 8     | 24      | 26 вересня 2012  | 22 травня 2013   | 16               | 12,15                         |
|       | 9     | 24      | 25 вересня 2013  | 14 травня 2014   | 13               | 12,66                         |
|       | 10    | 23      | 1 жовтня 2014    | 6 травня 2015    | 8                | 14,11                         |
|       | 11    | 22      | 30 вересня 2015  | 4 травня 2016    | 13               | 12,20                         |
|       | 12    | 22      | 28 вересня 2016  | 10 травня 2017   | 17               | 10,86                         |
|       | 13    | 22      | 27 вересня 2017  | 18 квітня 2018   | 25               | 9,58                          |
|       | 14    | 15      | 3 жовтня 2018    | 6 лютого 2019    |                  | 8,22                          |
|       | 15    | 10      | 8 січня 2020     | 19 лютого 2020   |                  |                               |

## Спіноф
У лютому 2011 року на каналі АВС вийшов спіноф «Криміналісти: мислити як злочинець. Поведінка підозрюваного». Був знятий 1 сезон з 13 серій. Зіркою серіалу став володар «Оскара» Форест Вітакер.